# 李韶 (北魏)
李韶（453年—524年），字元伯，陇西郡狄道县（今甘肃省定西市临洮县）人，出自陇西李氏姑臧房，龙骧将军、荥阳郡太守、姑臧穆侯李承长子，北魏官员。

## 生平
魏文成帝拓跋濬末年，李承出任荥阳郡太守，李韶跟随父亲前往荥阳郡。当时州郡长官的子弟大多侵犯扰乱老百姓，动辄夺取财物，只有李韶和叔叔李冲清廉俭约品德高洁，不向百姓索取财物，当时人都称赞他们。李韶博学有器量，与三个弟弟都为魏孝文帝元宏赐名，李韶又得到叔叔李冲所赏识看重。延兴年间，李韶被选补中书学生，继承了姑臧侯的爵位，担任仪曹令。当时北魏修改车马服饰以及仪仗用具制度，都命令李韶掌管，李韶又升任给事黄门侍郎。李韶的爵位后来按照惯例降低为伯，兼任大鸿胪卿，给事黄门侍郎如故。
魏孝文帝制定迁都计划时，下诏招来侍臣，询问古代的例子，李韶回答说：“洛阳是安放九鼎的旧地，七百年的长远根基，地方居于土地正中，朝贡的路途确实平均，帝王建国，没有比这里更合适的。”魏孝文帝称赞他。李韶升任太子右詹事，太和十八年十一月甲申（494年12月26日），魏孝文帝经过比干墓，亲自为比干撰写吊文，李韶也作为82名随祭官之一跟随参与了这次巡视，当时的题名为“太子右詹事、姑臧伯、臣陇西郡李韶”，在所有82名随祭官中排在第8位。不久太子左詹事、右詹事的职务被撤除，李韶仍担任太子詹事、秦州大中正，外任安东将军、兖州刺史。魏孝文帝从邺城回到洛阳后，李韶在路上朝见，谈到废太子元恂的事，魏孝文帝说：“爱卿如果不离开东宫，元恂或许不会至此。”
魏宣武帝元恪初年，朝廷征召李韶担任侍中、兼任七兵尚书，不久改任抚军将军、并州刺史，李韶后因为堂弟李伯尚参与了咸阳王元禧的谋逆，在并州被禁止行动，征召返回京城。李韶虽然不知道元禧的谋划，仍然因为是李伯尚的大功亲被定罪免除官职和爵位。很久之后，李韶被起用兼任将作大匠，奉命参加制定朝廷礼仪、律令。正始初年，魏宣武帝下诏尚书省、门下省在金墉城中书外省讨论制定国家律令，尚书殿中郎袁翻、门下录事常景、门下录事孙绍、廷尉监张虎、律博士侯坚固、治书侍御史高绰、前军将军邢苗、奉车都尉程灵虯、羽林监王元龟、尚书郎祖莹、尚书郎宋世景、员外郎李琰之、太乐令公孙崇等人参与，又命令太师彭城王元勰、司州牧高阳王元雍、中书监京兆王元愉、前青州刺史刘芳、左卫将军元丽、兼将作大匠李韶，国子祭酒郑道昭，廷尉少卿王显也参与这件事。
正始三年（506年），吕苟儿在秦州谋反，李韶出任抚军将军、西道都督、代理秦州刺史，与右卫将军元丽率领军队讨伐，六月乙巳（506年7月17日），李韶在孤山大破吕苟儿，乘胜追击三十里，俘获了吕苟儿的父母、妻子儿女，斩杀吕苟儿部下称王者王法智等五人，斩首六千。事情平定后，李韶正式担任秦州刺史。魏宣武帝发诏书慰问勉励，恢复李韶之前的爵位。当时陇右地区刚经历战争，百姓大多不能安居乐业，李韶善于抚慰接纳，很得汉族和少数民族的人心。朝廷将李韶征回，代理定州刺史，不久转任相州刺史，抚军将军如故。
魏孝明帝元诩初年，李韶入朝担任殿中尚书，代理雍州刺史，后担任中军大将军、吏部尚书，加散骑常侍。李韶在吏部，不能以公正的心笃守正道，只是通融而已，议事的人贬责他。李韶后外任冀州刺史，任内清廉俭朴爱护百姓，得到很多赞誉，政绩的美好名冠当时。魏孝明帝嘉奖他，给他加官散骑常侍，升任车骑大将军，赐予剑佩、貂蝉冠饰各一具，骅骝马一匹，以及衣服和床上用具。李韶因为到了退休的年龄，上表请求辞职，魏孝明帝表彰而不同意他的请求。李韶转任定州刺史，散骑常侍如故，等到前往中山时，冀州父老都送出西边州境，聚集在一起哭泣。定州和冀州地域相连，百姓平素就听说过李韶的风范道德，因此定州之内政治修明局势安定。正光五年（524年）四月，李韶在定州刺史任内去世，虚岁七十二，魏孝明帝下诏赐予帛七百匹，赠予侍中、使持节、散骑常侍、车骑大将军、司空公、雍州刺史，谥号文恭。李韶安葬后，有在荆州戍守的冀州籍士兵一千多人回乡经过李韶的墓，都为他的坟墓培土，几天后才回去，李韶死后受到的敬爱就是如此。起初，李韶曾攻克平定秦陇地区，永安年间，被追封为安城县开国伯，食邑四百户。

## 其他
当初李冲被冯太后私下宠爱时，李韶脸上常有忧色，担心李冲会招致覆灭。后来李冲声名鹊起，李韶才自己安心。
魏子建在洛阳闲暇的时候，与李韶及李韶的堂弟李延寔经常下棋，当时的人称之为特别爱好。

## 住所
李韶的住所原本是西晋时司空张华的住宅，位于洛阳城东阳门外二里御道的北侧，被称为晖文里，原本是晋朝的马道里，其中还有太保崔光、太傅李延寔、秘书监郑道昭等人的住宅，都是庙堂丰满特起，高门敞开。

## 家族

### 父母
- 李承，北魏龙骧将军、荥阳郡太守、姑臧穆侯
- 太原王氏，北魏荆州刺史、长社穆侯王慧龙之女[22]

### 兄弟姐妹
- 李彦，北魏抚军将军、秦州刺史
- 李虔，北魏散骑常侍、骠骑大将军、开府仪同三司、高平宣景男
- 李晖仪，嫁北魏东平原郡太守郑平城
- 李蕤，北魏大司农少卿

### 夫人
- 荥阳郑氏，北魏中书令、秘书监、荥阳侯、使持节、都督兖州诸军事、安东将军、兖州刺史、南阳文公郑羲次女[23][24][25]

### 子女
- 李玙，东魏前将军、护军、东徐州刺史、安城县伯
- 李瑾，北魏龙骧将军、通直散骑侍郎
- 李瓒，北魏司徒参军事
- 李氏，嫁北魏后将军、殷州刺史崔楷[26]